# جی.ئی.ام.
جی. ئی. ام (انگلیسی: G.E.M.؛ زادهٔ ۱۶ اوت ۱۹۹۱) خواننده، ترانه‌سرا و بازیگر اهل هنگ کنگ است.
از فیلم‌ها یا مجموعه‌های تلویزیونی که وی در آن‌ها نقش داشته‌است، می‌توان به چارمینگ اشاره نمود.